# Le Républicain (Mali)
Pour les articles homonymes, voir Le Républicain.
Le Républicain est un hebdomadaire malien créé par Tiébilé Dramé en 1992.